# Rhododendron invasorium
Rhododendron invasorium är en ljungväxtart som beskrevs av Herman Otto Sleumer. Rhododendron invasorium ingår i släktet rododendron, och familjen ljungväxter. Inga underarter finns listade i Catalogue of Life.